# Берриган, Дэниел
Дэниел Джозеф Берриган SJ (Даниэль Берригэн, англ. Daniel Berrigan; 9 мая 1921, Верджиния, штат Миннесота — 30 апреля 2016, Нью-Йорк) — американский католический священник-иезуит, христианский пацифист, антивоенный активист, драматург, поэт и писатель

. Старший брат Филипа Берригана, также священника и участника ненасильственной борьбы за мир.
Берриган стал известен страстным протестом против войны во Вьетнаме, снискавшим ему как восхищение (попадание на обложку журнала Time), так и упрёки и гонения: судебное преследование в процессе «катонсвилльской девятки», внесение в «список разыскиваемых» Федерального бюро расследований (единственный в истории священнослужитель, оказавшийся в списке особо разыскиваемых ФБР) и тюремное заключение.
Всю оставшуюся жизнь Берриган оставался одним из ведущих антивоенных активистов США. Он также был отмеченным наградами плодовитым автором около 50 книг и преподавателем в университете. Вместе со своим братом был номинирован в 1998 году на Нобелевскую премию мира лауреаткой 1976 года Мейрид Магуайр.

## Ранние годы
Берриган родился в Верджинии, штат Миннесота, был пятым из шести сыновей в семье Фриды Берриган (урожденной Фромхарт), немецкого происхождения, и Томаса Берригана, ирландского католика второго поколения и активного члена профсоюза Он был пятым из шести сыновей.
В 5 лет семья Берриганов перебралась в Сиракьюс, штат Нью-Йорк. В 1946 году Берриган получил степень бакалавра в Сент-Эндрю-он-Хадсон, иезуитской семинарии в Гайд-парке, Нью-Йорк, а в 1952 году — степень магистра в Вудстокском колледже в Балтиморе, штат Мэриленд.
Берриган был предан католической церкви на протяжении всей своей юности. Он присоединился к иезуитам прямо из средней школы в 1939 году и был рукоположен во священство 19 июня 1952 года.

## Биография
Берриган преподавал в подготовительной школе Святого Петра в Джерси-Сити с 1946 по 1949 год.
В 1954 году отец Берриган был назначен преподавать французский язык и теологию в Бруклинской подготовительной школе иезуитов. В 1957 году он был назначен профессором изучения Нового Завета в колледже Ле Муана в Сиракьюсе. В том же году он получил премию Ламонта за книгу стихов «Время без номера». Приобрёл репутацию религиозного радикала — священника левых взглядов, активно работающего с бедняками, борющегося с бедностью и стремящегося преобразовать отношения между духовенством и мирянами в сторону большей демократичности.
В 1963 году Берриган в Париже встретился с французскими иезуитами, критиковавшими неоколониализм и вызванные им порядки в Индокитае. Воодушевившись этим, они с братом Филиппом основали Католическое общество мира, которое организовывало акции протеста против войны во Вьетнаме.
28 октября 1965 года Берриган вместе с преподобным Ричардом Джоном Нейхаусом и раввином Абрамом Джошуа Хешелом основали организацию, известную как «Обеспокоенное духовенство и миряне» (CALCAV). К организации, основанной в Церковном центре Организации Объединенных Наций, присоединились такие деятели, как Ганс Моргентау, Рейнгольд Нибур, Уильям Слоун Коффин и Филипп Берриган. Доктор Мартин Лютер Кинг-младший, выступивший в 1967 году с докладом «За пределами Вьетнама: время прервать молчание» под эгидой CALCAV, занимал пост национального сопредседателя организации.
С 1966 по 1970 год Берриган был помощником директора Объединённого религиозного объединения Корнелльского университета (CURW), объединяющего все религиозные группы в кампусе, включая Корнелл-Ньюман-клуб (позже — католическая община Корнелла), в конечном итоге став пастором группы.
Берриган занимал должности преподавателя и руководил учебными программами в Нью-Йоркской объединённой теологической семинарии, в Университете Лойолы в Новом Орлеане, в Колумбийском университете, в Корнелле и Йеле. Дольше всего он проработал в Фордхэме (иезуитском университете, расположенном в Бронксе), где некоторое время также являлся поэтом-резидентом.
Берриган появился в небольшой роли иезуитского священника в фильме «Warner Bros. 1986 года Миссия». Он также выступил консультантом по фильму.

## Активизм

### Борьба против Вьетнамской войны
Берриган, его брат иосифский священник Филип Берриган и монах- траппист Томас Мертон основали межконфессиональную коалицию против Вьетнамской войны и разослали в крупные газеты письма с призывами к прекращению американской интервенции. В 1967 году Берриган стал свидетелем общественного протеста, который последовал после ареста его брата Филипа в составе «Балтиморской четверки», проливших собственную кровь на записи военкоматов. Филип был приговорен к шести годам тюремного заключения за «порчу государственной собственности».
Берриган вместе с историком левых взглядов Говардом Зинном в январе 1968 года (во время «наступления Тет») посетили Северный Вьетнам, отправившись в Ханой и вернувшись оттуда с тремя американскими пленными лётчиками, освобождения которых он добился во время своей поездки. Это были первые американские военнопленные, освобождённые северными вьетнамцами после того, как США начали бомбардировку их страны. Увиденное им воочию во Вьетнаме ещё больше радикализовало Берригана и укрепило его решимость противостоять американскому империализму.
В 1968 году он был в числе 458 писателей и редакторов (наряду с такими именами, как Ноам Хомский, Аллен Гинзберг, Бенджамин Спок, Курт Воннегут, Филипп Дик, Сьюзен Зонтаг), подписавших воззвание об отказе платить предлагаемый 10 % налог для финансирования войны во Вьетнаме. В том же году он участвовал в ненасильственных акциях протеста и дал интервью в антивоенном документальном фильме «В год свиньи».

### «Катонсвилльская девятка»
Дэниел и Филип Берриганы вместе с семью другими католиками 17 мая 1968 года изъяли из архивов военкомата (отборочной комиссии по вопросам воинской повинности) города Катонсвилль (штат Мэриленд) более 600 личных дел молодых людей, которых должны были отправить во Вьетнам, а также использовали самодельный напалм для уничтожения 378 документов, сожжённых в мусорных баках на городской площади. Эта группа, получившая название «Катонсвилльской девятки» (Catonsville Nine), после своей громкой акции опубликовала заявление, в котором констатировала бездействие, молчание и трусость официальных церковных структур перед лицом несправедливой войны и обвиняла «религиозную бюрократию» в расизме, враждебности бедным и соучастии в войне.
Девятерых активистов приговорили к срокам от двух до трёх с половиной лет за уничтожение федеральной собственности и саботаж военного призыва. Берриган получил три года тюремного заключения, но сперва больше четырех месяцев скрывался при помощи друзей по антивоенному движению. Находясь в бегах, Берриган дал интервью для документального фильма Ли Локвуда «Святой преступник». Федеральное бюро расследований задержало его 11 августа 1970 года в доме Уильяма Стрингфеллоу и Энтони Тауна. Затем Берриган был заключен в федеральное исправительное учреждение в Дэнбери, штат Коннектикут, где отбывал неполных два года до освобождения 24 февраля 1972 года.
По мотивам суда над собой Берриган написал в 1970 году 100-страничную пьесу «Суд над катонсвилльской девяткой» с посвящением Петеру Вайсу. По пьесе позже был снят фильм.
Ретроспективно суду над девяткой уделяют большое значение, поскольку он «изменил сопротивление войне во Вьетнаме, переведя активистов из уличных протестов к многочисленным актам гражданского неповиновения, включая сжигание повесток». Как отмечает The New York Times в своем некрологе, действия Берриганов помогли «сформировать тактику противостояния войне во Вьетнаме».

### Борьба против ядерного оружия
В 1980 году Берриган основал «Движение лемехов» (Plowshares Movement — отсылка к библейской фразе «Перекуют мечи свои на орала» из Книги пророка Исаии) — антиядерную группу, вернувшую его в центр внимания всей страны. Создала её «восьмёрка» в составе братьев Берриганов и ещё шести человек 9 сентября 1980 года. Они проникли на ядерный ракетный комплекс General Electric в Кинг-оф-Пруссия (штат Пенсильвания), где повредили носовые конусы ядерной боеголовки и пустили кровь на документы и папки. Они были арестованы и обвинены по более чем десяти пунктам в совершении тяжких преступлений.
10 апреля 1990 года, после десяти лет апелляций, группа Берригана была повторно осуждена, при этом срок был сокращён до 231/2 месяца с учётом времени, проведённого в заключении. Их судебная тяжба была воссоздана в фильме Эмиля де Антонио 1982 года «Кинг-оф-Пруссия» (In the King of Prussia), в котором главную роль сыграл Мартин Шин, а члены «восьмёрки» появлялись в роли самих себя.

### Другая общественная активность
Большая часть его работы на склоне лет была посвящена оказанию помощи больным СПИДом в Нью-Йорке. Он обвинял государство и официальную церковь в безразличии к судьбам ВИЧ-инфицированных и говорил о необходимости пастырской поддержки католиков-геев. При этом в некоторых вопросах он был далёк от либеральных позиций — исповедуя мораль, основанную на целостном почитании жизни (consistent life ethic), он участвовал в протестах против абортов в 1991 году.
Берриган по-прежнему придерживался своих активистских корней на протяжении всей своей жизни. Он продолжал выступать против вмешательства США за рубежом, от Центральной Америки в 1980-х годах через Войну в Персидском заливе в 1991 году, Косовскую войну в 1999 году, вторжение США в Афганистан в 2001 году и вторжение в Ирак в 2003 году. Он также был решительным противником смертной казни, одним из редакторов журнала Sojourners и сторонником движения Occupy. По его мнению, «злодеяния капитализма так же очевидны, как злодеяния милитаризма и злодеяния расизма».
Берригана обычно относят к христианским анархистам.

## Смерть
30 апреля 2016 года, через сорок один год после окончания войны во Вьетнаме, Берриган скончался в Бронксе, Нью-Йорк, в Мюррей-Вайгель-Холле, иезуитском лазарете в Университете Фордема. В течение многих лет, с 1975 года, он жил на Верхнем Вест-Сайде в местном сообществе иезуитов.

## В медиа
- 25 января 1971 года был изображён на обложке журнала TIME вместе со своим братом Филиппом[5].
- Стихотворение Эдриенн Рич «Сожжение бумаги вместо детей» содержит многочисленные отсылки к «Катонсвилльской девятке» и включает эпиграфом слова Даниэля Берригана во время судебного процесса[55].
- Часто утверждается, что «радикальный священник» в песне Пола Саймона Me and Julio Down by the Schoolyard — это сам Берриган или же образ вдохновлен им[9][40].
- Документальный фильм Линн Сакс «Расследование пламени» рассказывает о братьях Берриганах и «Катонсвилльской девятке»[56].
- Берриган появился в фильме Ролана Жоффе 1986 года «Миссия», в котором снимались Роберт Де Ниро и Джереми Айронс[23][24].
- Спектакль по пьесе Берригана «Суд над катонсвилльской девяткой» (1970) состоялся в Лицейском театре в Нью-Йорке 2 июня 1971 года. Оригинальный актерский состав включал Биффа Макгуайра, Майкла Мориарти, Джозефа Соммера, Сэма Уотерстона, Джеймса Вудса и других. Гордон Дэвидсон получил номинацию на премию Тони в 1972 году за эту постановку.
- Эта же пьеса была адаптирована в одноименный фильм 1972 года, снятый Грегори Пеком с Эдом Фландерсом в роли Берригана.
- Берриган опрашивается в документальном фильме 1968 года Эмиля де Антонио «В год Свиньи» и фигурирует в фильме того же режиссёра 1983 года «Кинг-оф-Пруссия», в котором также участвует другой активист Мартин Шин.
- Участие Берригана в «девятке» рассматривается в документальном фильме « Hit &amp; Stay» 2013 года.
- Песня Дар Уильямс «I Had No Right» («У меня не было права») из её альбома The Green World повествует о Берригане и его суде.[10]

## Награды и признание
- 1956: Выбор поэзии Ламонта
- 1974: Премия мира Лиги противников войны[57]
- 1974: премия имени Ганди (принял, а затем отказался)[58]
- 1988: премия Томаса Мертона
- 1989: Награда Учителя мира Папы Павла VI, Пакс Кристи, США[59]
- 1991: премия «Смелость совести» Фонда Аббатства Мира[60]
- 1993: премия «Мир на Земле»
- 2008: почетная степень Колледжа Вустера
- 2017: Центр Даниэля Берриган в общине Бенинкаса, 133 W. 70th Street, Нью-Йорк, NY 10023

### Русские переводы
- Десять заповедей для долгого путешествия